# Ute Schäfer (Triathletin)
Ute Schäfer (* 13. Mai 1967 in Ennepetal) ist eine ehemalige deutsche Triathletin, Duathletin und mehrfache Deutsche Meisterin.

## Werdegang
Nach Aktivitäten als Kind im Ski Alpin bei regionalen Wettkämpfen im Sauerland, ab dem 13. Lebensjahr im Basketball in der TG Voerde bis zur Oberliga sowie ab 15 im Radsport im RSC Ennepetal und ihrem Abitur am Reichenbach-Gymnasium studierte Ute Schäfer 1986 bis 1992 Sportökonomie an der Universität Bayreuth. Ihre Diplomarbeit mit dem Thema Zu grundlegenden Problemen der Erhöhung der Leistungswirksamkeit des Triathlon-Trainings wurde von Arndt Pfützner, später fünfzehn Jahre lang Direktor des IAT in Leipzig, betreut.
Motiviert durch ihre Kommilitonin Katrin Dürholt, damaliges Triathlon-Nationalmannschaftsmitglied, absolvierte sie 1988 beim Trebgast Triathlon ihren ersten Triathlon. Dort motivierte sie Veranstalter Wolfgang Pirl, Sportwart des Bayerischen Triathlonverbandes, zur Teilnahme an den wenige Tage später stattfindenden Bayerischen Meisterschaften am Brombachsee, wo sie wie bereits zuvor in Kulmbach den zweiten Platz bei den Junioren belegte. Nachdem Ute Schäfer in dieser Saison auch noch die beiden weiteren, zur BTV-Serie gehörenden Wettkämpfe absolvierte, wurde sie durch ihren vierten Gesamtplatz in den Bayernkader aufgenommen. Außerdem belegte sie bei den deutschen Meisterschaften in Gerolstein den neunten Platz und wurde gemeinsam mit zwei Teamkolleginnen deutsche Mannschaftsmeisterin.
1989 belegte Ute Schäfer in Mainz bei einem Qualifikationswettkampf für die Europameisterschaften über die Kurzdistanz hinter Birgit Roßberg den zweiten Platz, bei der EM in Cascais wurde sie dann Neunte und gemeinsam mit Simone Mortier und Kirsten Ullrich Mannschaftsmeisterin. Bei den ersten offiziellen Weltmeisterschaften über die Kurzdistanz im August in Avignon belegte sie den 35. Platz.

### Deutsche Meisterin Triathlon Kurzdistanz 1991
1991 gewann Ute Schäfer erstmals die Deutschen Meisterschaften über die Kurzdistanz in Arolsen, ein Jahr später wurde sie bei der EM in Lommel hinter der Siegerin Sonja Krolik Dritte. Bei der Kurzdistanz-WM in Manchester 1993 wurde sie Neunte und gemeinsam mit Sonja Krolik und Sabine Westhoff Team-Weltmeisterin.

### Deutsche Meisterin Duathlon 1994
Sowohl 1994 als auch 1995 wurde Ute Schäfer Deutsche Duathlon-Meisterin.
Bei der Kurzdistanz-WM in Wellington 1994 wurde sie Zwölfte. Nachdem Ute Schäfter einen Start bei der Kurzdistanz-WM 1995 in Cancún wegen dort erstmaliger Drafting-Freigabe ablehnte, wagte sie stattdessen ihr Langdistanz-Debüt in Nizza. Hier wurden 1995 die zweiten Langdistanz-Weltmeisterschaften (4 km Schwimmen, 120 km Radfahren und 30 km Laufen) ausgetragen und Ute Schäfer anschließend zur Vizeweltmeisterin geehrt.
Parallel zu ihrer Mitgliedschaft in der Triathlon-Nationalmannschaft (Kurzdistanz) von 1989 bis 1997 startete Ute Schäfer von 1994 bis 1996 in der Rad-Bundesliga. Dabei wurde sie 1994 (Gremo Regensburg) und 1996 (SSC Stuttgart) jeweils Fünfte bei den Deutschen Meisterschaften im 30 km Einzelzeitfahren in Forst.

1996 wurde sie ebenfalls in Forst im Team des BRC Zugvogel 1901 mit Hanka Kupfernagel und Judith Arndt Deutsche Meisterin im 4er-Zeitfahren.
1996 gewann sie in Losheim am See die letzten Deutschen Meisterschaften mit Drafting-Verbot auf der Kurzdistanz. Mit einem sechsten Platz bei der letzten Kurzdistanz-EM mit Drafting-Verbot 1996 in Szombathely qualifizierte sie sich zwar (neben Ralf Eggert und Anja Dittmer) erneut für den A-Kader der DTU, wurde aber wenige Monate später aus dem Kader gestrichen und erhielt damit auch keine Unterstützung mehr durch die Deutsche Sporthilfe.
Nach eigenen Angaben wurde ihr dies erst auf Nachfrage durch ein Fax des DTU-Präsidenten Martin Engelhardt ohne weitere Erläuterung mit „mangelnden Perspektiven im Hinblick auf Sydney 2000 und verbandsschädigendem Verhalten in der Öffentlichkeit“ begründet. Ute Schäfer hatte sich regelmäßig gegen eine Abschaffung des Drafting-Verbots ausgesprochen.
1998 erkrankte Ute Schäfer am Epstein-Barr-Virus, trotzdem gelang ihr beim Triathlon International de Nice erneut ein zweiter Platz.

### Deutsche Meisterin Triathlon Langdistanz 2001
2001 wurde sie auch auf der Mitteldistanz beim Allgäu Triathlon und auf der Langdistanz beim Ironmönch Kulmbach sowie 2002 im Cross-Triathlon Deutsche Meisterin.
In ihrer aktiven Karriere konnte sie sich damit alle Deutschen Meistertitel über die verschiedenen Triathlon-Distanzen (Triathlon: Kurz, Mittel, Lang, Cross; Duathlon) mit Ausnahme im Winter-Triathlon holen. Nachdem sich ihr Lebensgefährte Hanno Nüßlein 2001 über den 22. Gesamtplatz (9:05 h) beim Ironman Europe für die Ironman World Championships auf Hawaii qualifizieren konnte, startete Ute Schäfer bei den Xterra-World Championships 2002 auf Maui, wo sie Elfte wurde.

### Deutsche Meisterin Cross-Triathlon 2002
2002 wurde sie Deutsche Meisterin im Cross-Triathlon und 2004 gewann sie in Hluboké u Kunštátu die XTERRA-Europameisterschaft.
Bei Ironman-Wettkämpfen wurde sie 2000 beim Ironman Austria in 9:34 Stunden Vierte, 2003 beim Ironman Lanzarote Zweite sowie 2004 beim Ironman Switzerland Fünfte. 2006 bestritt sie als Zweierteam gemeinsam mit ihrem Lebensgefährten die Tour Transalp und wurde bei dem einwöchigen Etappenrennen durch die Alpen Zweite.
2006 beendete Ute Schäfer ihre aktive Karriere und ist seitdem als Beraterin und Coach tätig. Seit 2009 ist Ute Schäfer Landestrainerin des Bayerischen Triathlonverbandes.

## Sportliche Erfolge
| Datum/Jahr    | Rang | Wettbewerb                                          | Austragungsort   | Zeit     | Bemerkung |
| ------------- | ---- | --------------------------------------------------- | ---------------- | -------- | --- |
| 7. Aug. 2005  | 2    | HeidelbergMan                                       | Heidelberg       |          | Zweite hinter Katja Schumacher                                                                                                 |
| 2004          | 5    | Ironman Switzerland                                 | Zürich           |          | |
| 17. Mai 2003  | 2    | Ironman Lanzarote                                   | Playa del Carmen | 10:38:38 | beste Ironman-Platzierung |
| 2002          | DNF  | Ironman Switzerland                                 | Zürich           | –        | |
| 23. Juli 2001 | 1    | DTU Deutsche Meisterschaft Triathlon Mitteldistanz  | Immenstadt       |          | Deutsche Meisterin auf der Mitteldistanz beim Allgäu Triathlon                                                                 |
| 2001          | 1    | DTU Deutsche Meisterschaft Triathlon Langdistanz    | Kulmbach         |          | Deutsche Meisterin auf der Langdistanz                                                                                         |
| 23. Juli 2000 | 4    | Ironman Austria                                     | Klagenfurt       | 09:29:23 | erster Start auf der Ironman-Distanz (3,86 km Schwimmen, 180,2 km Radfahren und 42,195 km Laufen)                              |
| 1998          | 2    | Triathlon International de Nice                     | Nizza            |          | 4 km Schwimmen, 120 km Radfahren und 30 km Laufen                                                                              |
| 23. Aug. 1997 | 1    | Trans Vorarlberg Triathlon                          | Bregenz          | 06:26:34 | Sieg vor Kate Allen |
| 4. Mai 1997   | 5    | St. Croix Triathlon                                 | Saint Croix      | 02:58:04 | |
| 1997          | 17   | ETU Triathlon European Championships                | Vuokatti         | 02:22:51 | Triathlon-Europameisterschaft                                                                                                  |
| 25. Aug. 1996 | 1    | Trans Vorarlberg Triathlon                          | Bregenz          | 06:12:37 | [ 9 ] |
| 7. Juli 1996  | 6    | ETU Triathlon European Championships                | Szombathely      | 02:02:58 | Europameisterschaft der ETU |
| 1996          | 1    | DTU Deutsche Meisterschaft Triathlon Kurzdistanz    | Losheim          |          | Deutsche Meisterin Triathlon-Kurzdistanz                                                                                       |
| 1996          | 3    | St. Croix Triathlon                                 | St. Croix        |          | |
| 5. Aug. 1995  | 3    | Alpen-Triathlon                                     | Schliersee       | 02:26:05 | |
| 30. Juli 1995 | 5    | ETU Short Distance Triathlon European Championships | Stockholm        | 02:03:22 | Europameisterschaft auf der Kurzdistanz                                                                                        |
| 1995          | 2    | ITU Long Distance Triathlon World Championships     | Nizza            | 06:39:58 | Vizeweltmeisterin auf der Langdistanz beim Triathlon International de Nice (4 km Schwimmen, 120 km Radfahren und 32 km Laufen) |
| 1. Okt. 1995  | 1    | ITU Long Distance Triathlon World Championship Team | Nizza            |          | Mannschafts-Weltmeisterin zusammen mit Ines Estedt (3.) und Brigitte Scheithauer (7.)                                          |
| 1994          | 1    | Alpen-Triathlon                                     | Schliersee       |          | |
| 1993          | 9    | ITU Short Distance Triathlon World Championships    | Manchester       | 02:10:56 | |
| 15. Juli 1992 | 3    | ETU Short Distance Triathlon European Championships | Lommel           | 02:04:08 | Europameisterschaft auf der Kurzdistanz (1,5 km Schwimmen, 40 km Radfahren und 10 km Laufen)                                   |
| 1991          | 1    | Alpen-Triathlon                                     | Schliersee       |          | |
| 1991          | 1    | DTU Deutsche Meisterschaft Triathlon Kurzdistanz    | Arolsen          |          | Deutsche Meisterin Triathlon-Kurzdistanz                                                                                       |

| Datum/Jahr | Rang | Wettbewerb                          | Austragungsort | Zeit | Bemerkung                   |
| ---------- | ---- | ----------------------------------- | -------------- | ---- | --------------------------- |
| 1995       | 1    | DTU Deutsche Meisterschaft Duathlon | St. Wendel     |      | Deutsche Meisterin Duathlon |
| 1994       | 1    | DTU Deutsche Meisterschaft Duathlon | St. Wendel     |      | Deutsche Meisterin Duathlon |

| Datum/Jahr | Rang | Wettbewerb    | Austragungsort | Zeit | Bemerkung                                  |
| ---------- | ---- | ------------- | -------------- | ---- | ------------------------------------------ |
| 2005       | 2    | Ronda Extrema | Riva del Garda |      | MTB-Rennen (80 km und 2770 hm) am Gardasee |

| Datum/Jahr   | Rang | Wettbewerb                                 | Austragungsort | Zeit     | Bemerkung                                                                                                   |
| ------------ | ---- | ------------------------------------------ | -------------- | -------- | --- |
| 1. Juli 2004 | 3    | Xterra Czech Championships                 | Hlubòka        | 02:44:00 | Europameisterin im Cross-Triathlon (als beste europäische Starterin)                                        |
| 2002         | 1    | DTU Deutsche Meisterschaft Cross-Triathlon | Titisee        |          | Schäfer holte sich ihren 7. Deutschen Meistertitel bei der DM Cross-Triathlon im Rahmen der Xterra Germany. |
| 2001         | 11   | Xterra World Championships                 | Maui           |          | Weltmeisterschaft im Cross-Triathlon                                                                        |

(DNF – Did Not Finish)